# Лафайет, Жильбер
Мари́ Жозе́ф Поль Ив Рош Жильбе́р дю Мотье́, маркиз де Ла Файе́т (Лафайе́т) (фр. Marie-Joseph Paul Yves Roch Gilbert du Motier, marquis de La Fayette; 6 сентября 1757, Замок Шаваньяк, Овернь — 20 мая 1834, Париж) — французский и американский политический деятель. Участник трёх революций: американской войны за независимость, Великой французской революции и июльской революции 1830 года.

## Детство и молодые годы
Его семья являлась представителями дворянства шпаги — родовая знать рыцарского происхождения. Получил имя в честь своего знаменитого предка — маршала Франции Жильбера де Ла Файетта, соратника легендарной Жанны д’Арк и ближайшего советника короля Карла VII. Отец Жильбера — гренадерский полковник и кавалер ордена Святого Людовика Мишель Луи Кристоф дю Мотье, маркиз де Ла Файет (1731—1759) во время Семилетней войны погиб в сражении при Хастенбеке, по другим данным — при Миндене.
В 1768 году Жильбер де Ла Файет был зачислен в одно из самых аристократических учебных заведений тогдашней Франции — Колледж дю Плесси (в настоящее время в составе лицея Людовика Великого), которое он закончил в 1772 году. 3 апреля 1770 года в возрасте 33 лет скоропостижно скончалась его мать — Мария-Луиза-Юлия, урождённая маркиза де Ла Ривьер (1737—1770), принадлежавшая к знатному бретонскому роду, а через неделю умер его дед маркиз де Ла Ривьер, бывший в своё время капитаном Королевских мушкетёров и генерал-лейтенантом королевской армии и оставивший Жильберу всё своё состояние. «Его смерть, — записал позже в мемуарах Лафайет, — превращает меня, рождённого бедным, в богача».
В апреле 1771 году 13-летний маркиз де Ла Файет был зачислен во вторую роту Королевских мушкетёров — элитную гвардейскую часть, известную под названием «чёрные мушкетёры» (по масти коней) и со временем стал её лейтенантом.
В 1773 году маркиз де Ла Файет получил назначение на должность командира эскадрона в кавалерийский полк Ноайль. В 1775 году получил повышение по службе и в чине капитана перевёлся в гарнизон города Мец служить в кавалерийском полку.

## Война за независимость Соединённых Штатов
8 сентября 1776 года произошло событие, ставшее поворотным в судьбе маркиза де Ла Файета. В этот день маршал де Бройль, командующий военным округом Меца, давал обед в честь младшего брата английского короля Георга III Уильяма Генри герцога Глостера и его жены, совершавших путешествие по Франции и остановившихся в Меце. На обеде, среди других приглашённых, присутствовал и маркиз Ла Файет. Герцог Глостер, открыто враждовавший со своим старшим братом, говорил о «людях из Бостона», выдвинувших требование политической независимости для 13 британских колоний в Северной Америке, о памфлетах Томаса Пейна, призывавших колонистов к оружию, о неразумности Георга III, отказывающегося идти на малейшие уступки североамериканским колониям. На следующий день, во время осмотра герцогом Глостером, совместно с французскими офицерами, среди которых находился и Ла Файет, фортификационных укреплений, герцог получил срочный пакет из Лондона, который он тут же вскрыл и ознакомил присутствующих с текстом письма, в котором сообщалось о начале восстания в североамериканских колониях, а также с текстом приложенной к письму Декларации независимости США, принятой 4 июля 1776 года Континентальным конгрессом молодой республики. «При первом же известии об этой войне, — записал впоследствии Лафайет, — моё сердце было завербовано… Республиканские отношения очаровали меня и, когда мои новые родители [речь идёт о тесте и тёще маркиза] выхлопотали мне место при дворе, я не колебался в том, чтобы ради сохранения моей независимости вызвать чьё-либо неудовольствие».
В переговорах с Беджамином Франклином и Сайлсом Дином о своём участии в Американской революции маркиз Ла Файет выдвинул два условия: он отправится в Америку на купленном им самим и полностью оснащенном корабле; он отказывается от всякого жалованья и какой-либо иной материальной компенсации за свою службу. По окончании переговоров, не желая быть обвиненным в дезертирстве из армии, Ла Файет подал просьбу о временном увольнении его с королевской службы в запас «по состоянию здоровья».
26 апреля 1777 года маркиз де Ла Файет с другими 15 французскими офицерами отплыл на корабле «Виктуар» из испанского порта Пасахес к берегам Америки. 15 июня 1777 года вместе со своими спутниками он ступил на американскую землю в бухте Джорджтауна близ города Чарлстон (штат Южная Каролина). 27 июля, преодолев 900 миль пути, прибыл в Филадельфию. Он пишет обращение к Континентальному конгрессу: «После всех жертв, принесённых мною, я считаю себя вправе просить о следующем: разрешить мне служить в вашей армии, во-первых, на мой собственный счёт и, во-вторых, в качестве простого волонтёра». 31 июля 1777 года Конгресс постановил: принять услуги маркиза де Ла Файета и, признавая энергию и знатность рода, назначить его начальником штаба Континентальной армии с присвоением чина генерал-майора. Пост начальника штаба армии, полученный Ла Файетом от Конгресса, не имел практически реального значения и соответствовал, скорее, должности старшего адъютанта главнокомандующего Джорджа Вашингтона, с которым у Ла Файета со временем установились дружеские отношения.

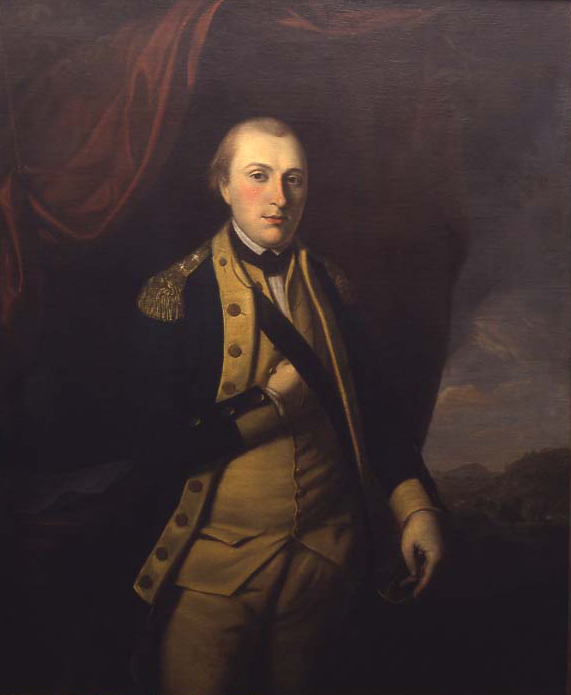
Лафайет в форме американской Континентальной армии

### Филадельфийская кампания
Боевое крещение Ла Файет получил в сражении при Брендивайне (в 20 милях от Филадельфии), которое произошло 11 сентября 1777 года. Англичанам удалось обойти повстанцев с флангов, и положение последних стало безнадёжным: не выдержав удара превосходящих сил противника, армия Вашингтона в беспорядке стала отступать. Находясь в разгар сражения в дивизии бригадного генерала Стирлинга, занимавшей позицию на центральном участке фронта, и видя беспорядочное бегство, Ла Файет, пытаясь остановить отступающих, метался со шпагой в руке по полю боя до тех пор, пока не был ранен в бедро пулей противника. Тем не менее Ла Файет оставался на поле боя до тех пор, пока не потерял сознание. В это время на центральный участок сражения подошли подкрепления во главе с самим Вашингтоном. Солдаты вынесли Ла Файета с поля боя. К концу дня стало ясно, что американцы потерпели поражение, и Вашингтон спешно вывел свою армию из готового сомкнуться кольца окружения. В обозе среди раненных находился генерал Ла Файет.
Не дождавшись окончательного выздоровления, Ла Файет вернулся в штаб Вашингтона и получил под своё командование отряд из 350 человек в бригаде одного из самых способных американских генералов — Натаниэля Грина, бывшего кузнеца. 25 ноября 1777 года Ла Файет, посланный со своим отрядом на рекогносцировку, разгромил при Глостере отряд гессенских наёмников (350 человек) под командованием генерал-лейтенанта Корнуоллиса. 1 декабря Конгресс принял резолюцию-рекомендацию о назначении маркиза де Ла Файета командиром дивизии. Более того, Конгресс предложил Ла Файету самому определить часть, которую он хотел бы возглавить. Выбор маркиза пал на дивизию ополченцев из штата Виргиния, командир которой генерал Стивен выходил в отставку. Не дожидаясь, пока раскошелится интендантство, Ла Файет экипировал и вооружил дивизию (1200 человек) за собственный счёт. Армия Вашингтона терпела лишения во всём — не было обмундирования и тёплой обуви, провианта и вооружения. В одном из обращений к Конгрессу Вашингтон писал: «Если не произойдет решительная перемена, армию постигнет одно из трёх зол: умереть с голоду, потерять внутреннюю связь и разбрестись».
В декабре 1777 года Ла Файет принимал участие в успешной операции против англичан в районе реки Скулкилл.
Лафайет оставался в лагере Вашингтона в Велли-Фордж во время суровой зимы 1777—1778 годов, разделяя все тяготы со своими войсками.

### На севере
22 января 1778 года решением Конгресса Ла Файет был назначен командующим Северной армией, которая была сосредоточена в районе Олбани (штат Нью-Йорк). Среди офицеров его штаба находился полковник инженерной службы Тадеуш Костюшко.
Будучи командующим Северной армии, размещённой у канадской границы, Ла Файет вёл активную агитацию в пользу американских повстанцев среди индейских племён, которые по наущению англичан нападали на американские поселения и даже форты. 9 марта 1778 года Ла Файет принял участие во встрече индейских вождей «Союза шести племён», которая состоялась на оккупированной англичанами территории. На встречу съехались 500 индейских вождей племён сенека, кайюга, онондага, онейда, могавки и тускарора. Ла Файет произнёс перед индейскими вождями речь, в которой постарался в доступной форме изложить основные принципы и цели Американской революции. Он привёл целый ряд убедительных аргументов против англичан и заслужил единодушное одобрение присутствовавших. В торжественной обстановке и в соответствии с вековым индейским ритуалом Ла Файет был удостоен почётного имени Кайевла (Грозный всадник), которое носил один из самых почитаемых легендарных военных вождей индейцев. Встреча закончилась подписанием договора о «Союзе шести племён», обязавшихся сражаться со всеми врагами Кайевлы на стороне американцев, песнями, танцами и раздачей подарков вождям. И ценные подарки индейским вождям, и расходы на содержание Северной армии Ла Файет оплатил из собственного кармана. Французский драматург Бомарше отозвался в адрес маркиза следующими словами: «Этот молодой сумасшедший маркиз де Ла Файет, который, не довольствуясь тем, что открыл Америке своё сердце, открыл ей и свой кошелёк».
1 апреля 1778 года Ла Файет присоединился к главным силам Вашингтона в Вэлли-Фордж. 18 мая 1778 года Вашингтон доверил ему руководство операцией, имевшей целью провести разведку боем в районе Филадельфии. Американское командование приняло решение вновь овладеть этим городом. По разработанному Вашингтоном плану Ла Файет должен был соединиться с крупным отрядом генерала Потера в районе Лафайет-Хилла (штат Пенсильвания). Но Потер опоздал к назначенному сроку. 20 мая дивизия Ла Файета (2500 человек при 5 орудиях) оказалась почти окружена превосходящими силами англичан под командованием генерала Хау (7000 человек при 14 орудиях). В ходе сражения при Баррен-Хилле Ла Файету, благодаря остроумному манёвру, удалось вырваться из западни без потерь среди личного состава и вооружения.

### Сражение при Монмуте
Летом 1778 года Ла Файет участвует в сражении при Монмуте (28 июня) и штурме Род-Айленда (29 августа).

### Возвращение во Францию
С 1 ноября по 1 декабря 1778 года Ла Файет переболел тяжёлой формой воспаления лёгких. Он согласился взять отпуск и отправиться во Францию. Конгресс специально выделил для Ла Файета фрегат «Альянс», который 11 ноября 1778 года с Ла Файетом на борту покинул берега Северной Америки, а 6 февраля 1779 года бросил якорь во французском порту Брест.
С первой минуты своего появления в Париже Ла Файет стал героем дня. Сама королева Мария Антуанетта добилась от короля согласия произвести Ла Файета в чин полковника королевских гренадер. Вместе с тем популярность маркиза тревожила Версаль. Осенью 1779 года Ла Файет обратился к Джорджу Вашингтону с просьбой официально вызвать его в США. В начале 1780 года такой запрос пришёл, и был тотчас же удовлетворён Версалем. Ла Файет был уполномочен официально известить Конгресс о решении французского правительства направить в Северную Америку экспедиционный корпус генерала Рошамбо в самое ближайшее время для участия в совместных военных действиях против англичан. 13 марта 1780 года маркиз на фрегате королевского флота «Эрмион» отбыл из Ла-Рошели, а 27 апреля — вошёл в гавань Бостона.
После своего прибытия в США, Ла Файет участвует как в военных действиях, в составе армии Натаниэля Грина, так и в политических и дипломатических переговорах. Свой долг он видел в том, чтобы не только быть на полях сражений, но и укреплять франко-американское сотрудничество, расширять помощь Америке со стороны Франции.
Воспользовавшись наступившим после Йорктаунской операции (сентябрь-октябрь 1781 года) перерывом в военных действиях, Ла Файет решил побывать во Франции, где вскоре должны были начаться мирные переговоры между США и Англией. Получив от Конгресса разрешение на отпуск, Лафайет 18 декабря 1781 года возвращается во Францию. На приёме у короля за участие во взятии Йорктауна Ла Файета производят в чин лагерного маршала.
После заключения мира Ла Файет в 1784 году совершил третью поездку в Америку; на этот раз она была для него триумфальным шествием. Тогда же он встретил своего старого друга Джеймса Армистеда, чёрного раба, которого использовал в качестве шпиона во время войны с англичанами.

## Французская революция

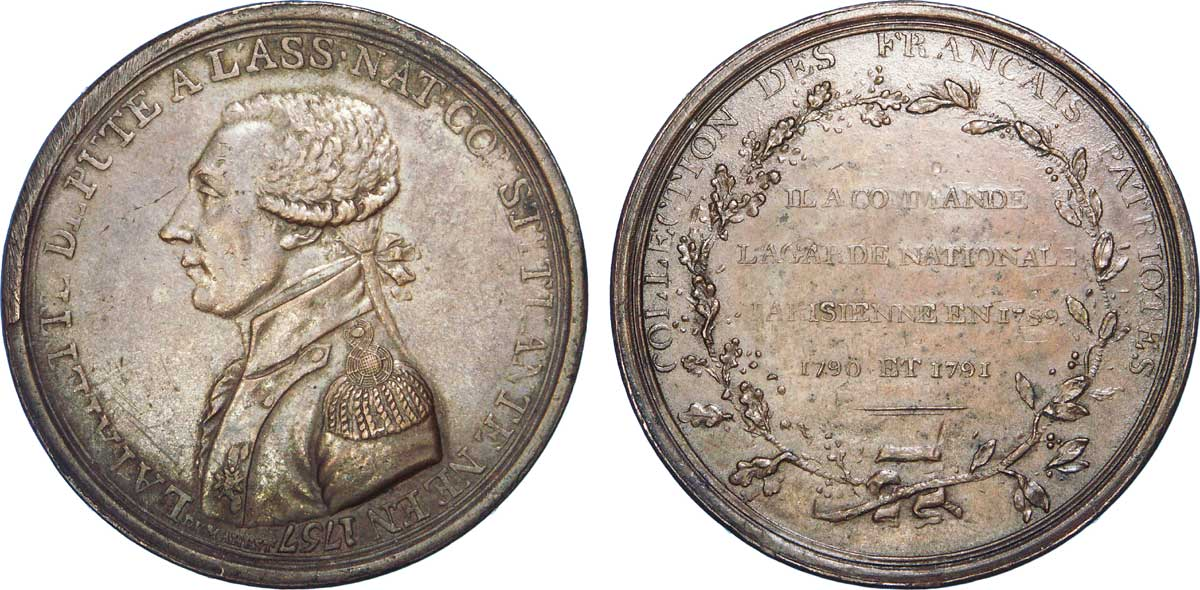
Медаль, посвящённая Лафайету

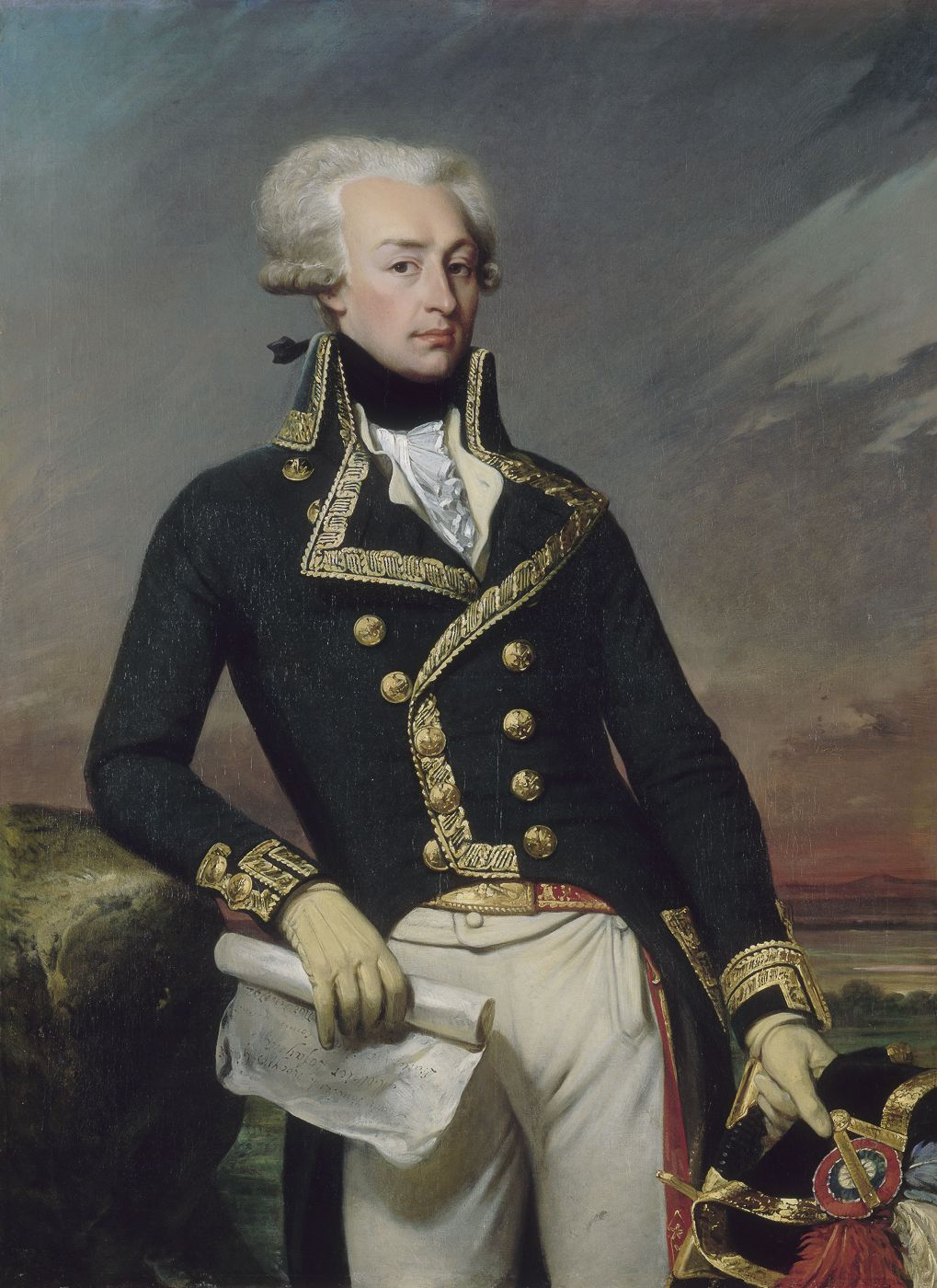
Лафайет в бытность генерал-лейтенантом французской армии

На собрании нотаблей 1787 года Ла Файет принадлежал к оппозиции против генерального контролёра финансов Калонна. Выбранный в 1789 году представителем от дворянства в Генеральные штаты, он был в числе тех немногих дворян, которые стояли за совместные совещания сословий. 25 июня он демонстративно присоединился к третьему сословию. 12 июля он предложил Учредительному собранию первый проект «Декларации прав человека и гражданина», составленный им по образцу американской декларации 1776 года.
После взятия Бастилии (14 июля 1789 года) маркиз «демократизировал» свою аристократическую фамилию, начав писать её слитно (Лафайет). С тех пор по установившейся традиции эта фамилия имеет такое написание.
После взятия Бастилии король должен был согласиться на назначение Лафайета командующим Национальной гвардией. Лафайет тяготился полицейскими обязанностями и понимал, что их исполнение вредит его популярности, но он считал своим долгом исполнять те обязанности, которые возложит на него нация. Например, 5 октября 1789 Лафайет, вопреки своему желанию, вынужден был вести Национальную гвардию на Версаль, чтобы убедить короля к переезду в Париж. Когда в ночь на 6 октября начались беспорядки и убийства, он энергично прекратил их.
После переселения короля в Париж, Лафайет, в качестве начальника главной вооружённой силы столицы, был одним из самых влиятельных людей Франции. Либерал, не отказавшийся вполне от дворянских идеалов, он мечтал о совмещении монархии и порядка со свободой и торжеством демократических начал. Буйства черни, язык якобинских ораторов глубоко возмущали его, но образ действий короля и роялистов нравился ему ещё меньше. Вследствие этого, он возбудил против себя крайнюю неприязнь королевского двора и, в особенности, королевы, и, вместе с тем, огульную критику революционных радикалов; Марат неоднократно требовал повесить Лафайета. Когда 20 июня 1791 года король бежал из Парижа, то, несмотря на меры, принятые Лафайетом для его возвращения, на него пало, совершенно безосновательное, подозрение в содействии побегу. Максимильен Робеспьер в якобинском клубе прямо обвинял его в этом.
После того, как он принял участие в расстреле Июльской манифестации на Марсовом поле, его популярность резко пошла вниз. В ноябре 1791 года, когда должность главнокомандующего Национальной гвардией была упразднена, Лафайет выдвинул свою кандидатуру в мэры Парижа, но проиграл выборы республиканцу Жерому Петиону, популярному в Париже представителю крайних левых в Учредительном собрании (Бюзо, Грегуар, Петион, Робеспьер)

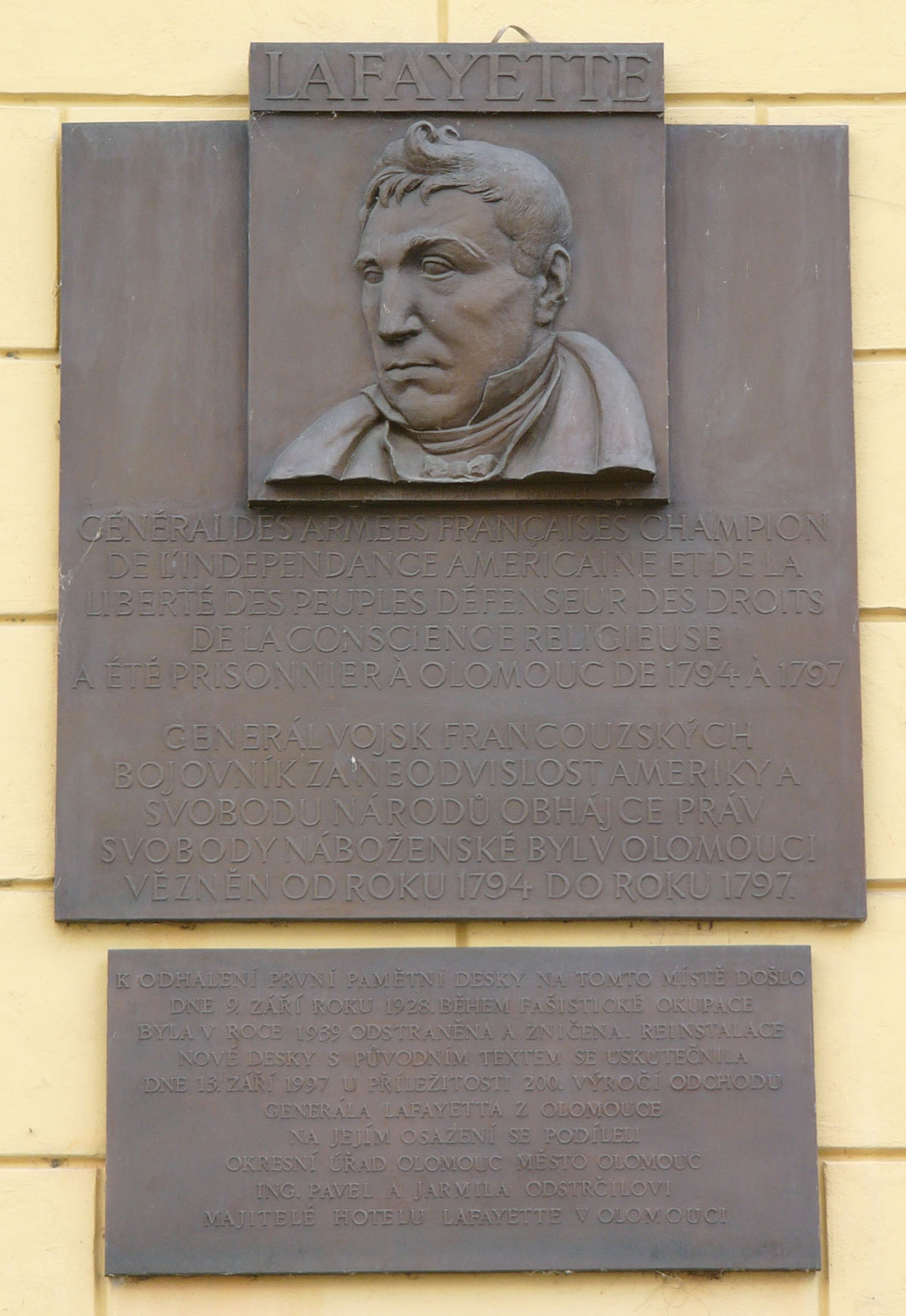
Мемориальная доска в Оломоуце, где Лафайет содержался в заключении

Лафайет был послан к северной границе командиром одного из трёх отрядов Северной армии. Оттуда он всё с большим раздражением следил за событиями в Париже, посылал письма в Законодательное собрание с протестами против его решений, но письма не действовали. Тогда он покинул лагерь и явился в Собрание с петицией ряда офицеров, требовавших запрета радикальных клубов, восстановления авторитета законов, конституции и спасения королевского достоинства. Большая часть Собрания отнеслась к «новому Кромвелю» крайне враждебно. Во дворце его встретили так же сухо; «лучше смерть, чем помощь Лафайета», сказала королева. При таких условиях он не счёл возможным предпринять какие-либо действия.
Преследуемый подозрениями жирондистов и ненавистью якобинцев, он вернулся в армию; предложение о предании его суду не прошло. После низвержения короля Лафайет не только отказался принять комиссаров Законодательного собрания, явившихся для приведения солдат к присяге на верность только что провозглашенной республике, но арестовал их; тогда собрание объявило его изменником и потребовало к ответу. Лафайет бежал к австрийцам, но был обвинён французскими роялистами в двуличности и заключён в Ольмюцскую крепость, где находился до 1797 года. При аресте Лафайет утверждал, что оставил французскую армию и путешествует в статусе почётного американского гражданина. Вашингтон хотел вступиться за него, но монархические государства Пруссии и Австрии не признали революционные Соединенные Штаты.

## Оппозиционер
В 1797 году он был освобождён и после 18 брюмера вернулся во Францию, где жил до 1814 года, не участвуя в политике. Только в 1802 году, во время плебисцита, он обратился к Наполеону с письмом, в котором протестовал против установления авторитарного режима. Во время Ста дней Наполеон предложил ему звание пэра, которое Лафайет отверг. В Законодательном корпусе, в который он между тем был выбран, Лафайет стоял в решительной оппозиции к наполеоновскому правительству; его желанием уже тогда было призвание на трон Луи-Филиппа Орлеанского. Во время второй реставрации он принадлежал к крайне левой стороне Палаты представителей и принимал участие в разных обществах, имевших целью борьбу с возвращением абсолютизма. Гласно учреждённое «Общество друзей свободы печати» (Траси, Перье, Лаффит и другие) было закрыто через два года после основания (1821 год), но стоявший за ним «Тайный комитет действия», в котором участвовал Лафайет с Аржансоном и другими, существовал дольше. Попытки роялистов замешать Лафайета в дело об убийстве герцога Беррийского не удались.
Удалившись из палаты (1823 год), вместе со всей либеральной партией, вследствие изгнания Манюэля, Лафайет совершил новую триумфальную поездку по Америке. Его с энтузиазмом встречали в городах, один из этих городов (Фейетвилл) был назван в его честь. С 1825 года он вновь заседал в палате депутатов.

## В масонстве

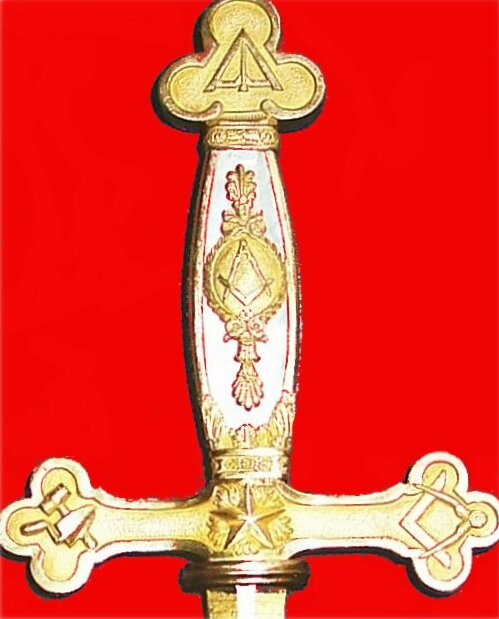
Масонский меч Лафайета

Лафайет прошёл масонское посвящение, и как другой участник войны в США — Александр де Грасс, был членом парижской масонской ложи «Saint Jean d'Écosse du Contrat social».

## Июльская революция 1830 года

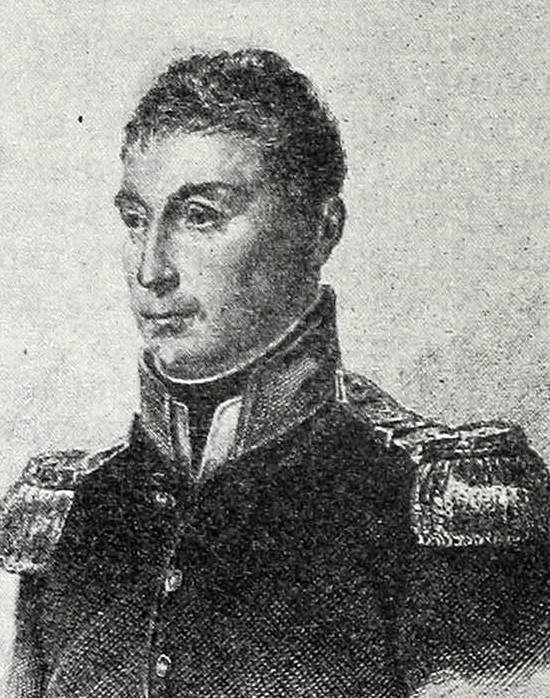
Жильбер Лафайет
(рис. из статьи «Лафайет, де, маркиз»
«Военная энциклопедия Сытина»)

29 июля 1830 года Лафайет, по требованию народа, взял на себя командование Национальной гвардией и во главе этой наскоро организованной силы завершил бои на улицах. Вместе с тем он был членом муниципальной комиссии, исполнявшей обязанности временного правительства. В эту минуту он был самым популярным человеком в Париже и властелином минуты. Он высказался против республики и за Луи-Филиппа Орлеанского, так как последний «есть лучшая из республик». Лафайет до конца был уверен, что Франция ещё не созрела для республики.
Новый король утвердил его в звании главнокомандующего Национальной гвардии; но уже в сентябре того же года Лафайет, недовольный общим направлением политики Луи-Филиппа, вышел в отставку. С февраля 1831 года председатель «Польского комитета» (комитета в поддержку польского восстания), горячо ратовал за вооруженное выступление Франции на стороне восставших поляков против Николая I. В 1833 году основал оппозиционный «Союз защиты прав человека». Памятник Лафайету воздвигнут в Пюи (департамент Верхней Луары, место его родины) в 1883 году.

## Последние годы и смерть

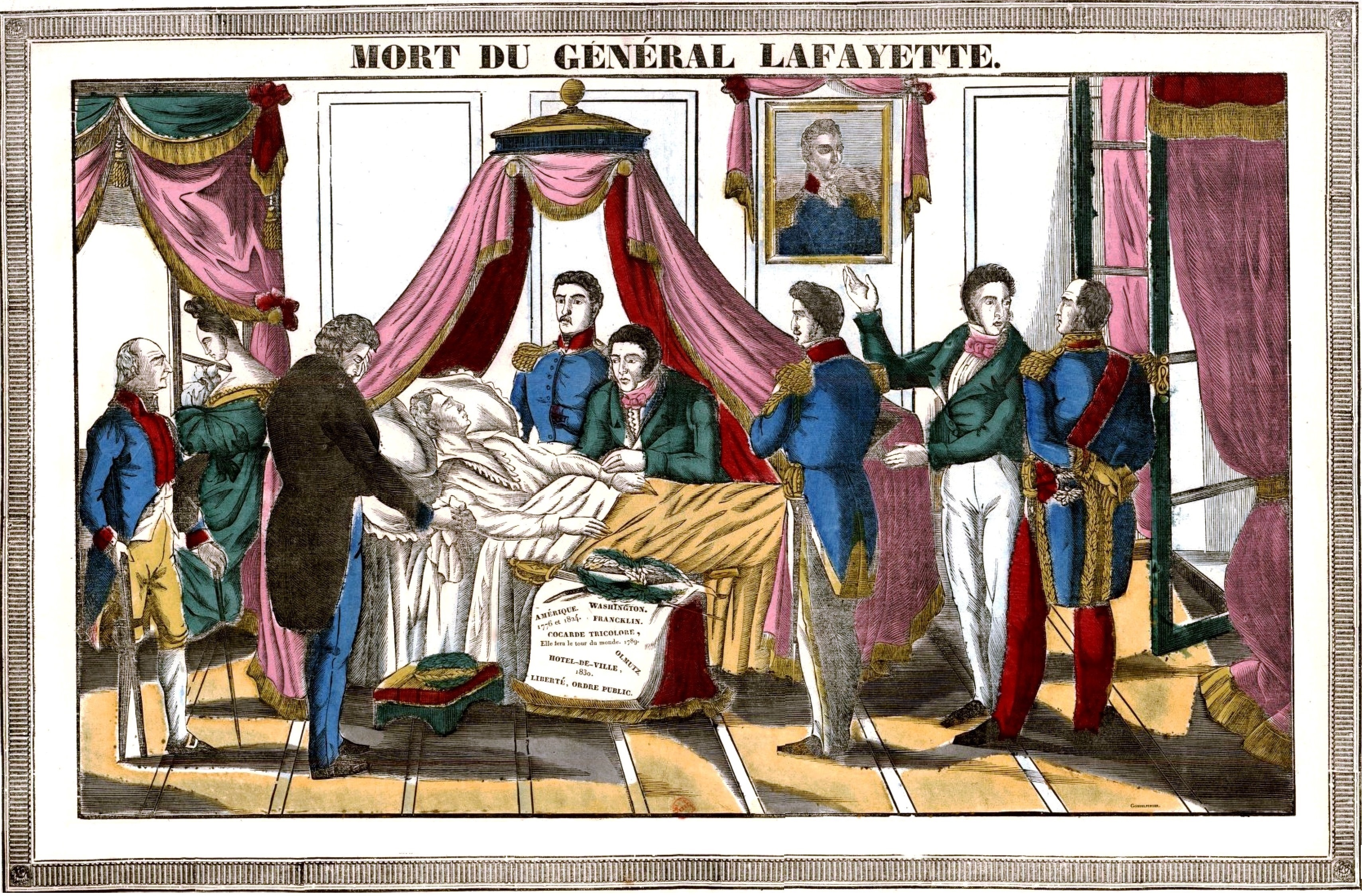
Mort du général Lafayette (Gondelfinger, 1834)

Лафайет всё больше разочаровывался в короле Луи-Филиппе, который отрицал свои обещания провести реформы. Лафайет в гневе порвал с королём, его отчуждение углубилось после того как правительство силой подавило бунт в Лионе. В палате депутатов Лафайет продвигал либеральные идеи и предложения. В 1831 году его земляки избрали его мэром деревни La Grange и в совет департамента Сена и Марна. В следующем году он посетил похороны противника короля генерала Ламарка, где нёс гроб и произнёс речь. Лафайет призывал к спокойствию, но в городе вспыхнул бунт, на площади Бастилии были возведены баррикады. К негодованию Лафайета король силой подавил восстание. Лафайет вернулся в деревню La Grange, в ноябре 1832 года он выступил перед палатой депутатов, где обвинил короля в введении цензуры, как это уже вводил король Карл X.

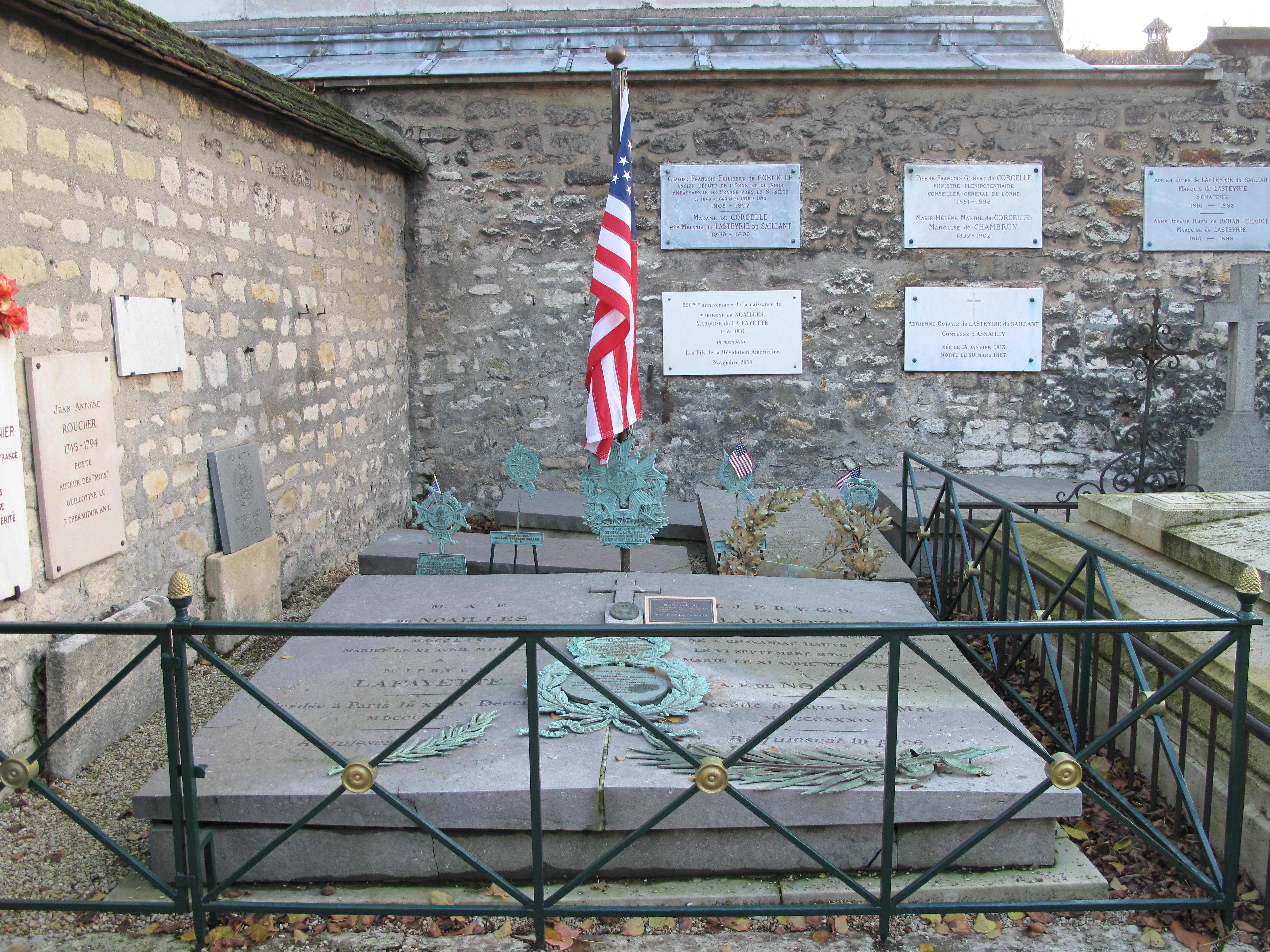
Могила Лафайет на кладбище Пикпюс, Париж

Последний раз Лафайет выступил в палате депутатов 3 января 1833 года. В следующем месяце он упал из-за пневмонии во время посещения похорон. Он выздоровел, но месяц май был влажным, и Лафайет снова слёг после того как попал в грозу Лафайет умер 20 мая 1834 года в возрасте 76 лет в доме № 6 по улице Anjou-Saint-Honoré, Париж (ныне дом № 8 по улице d’Anjou VIII округ Парижа). Лафайет был погребён рядом с женой на парижском кладбище Пикпюс, его сын Жорж Вашингтон посыпал могилу отца землёй из под Банкер-хилл. Король Луи-Филипп приказал придать похоронам военный характер, чтобы удержать публику от их посещения, а толпу — от протестов.
Президент США Джексон распорядился, чтобы Лафайет удостоился таких же почестей, каких удостоился Вашингтон после своей смерти в 1799 году. В обеих палатах Конгресса в течение 30 дней были вывешены чёрные флаги, депутаты носили траурные повязки. Конгресс призвал американцев принять такие же меры траура. В том же году экс-президент США Адамс произнёс трёхчасовую похвальную речь, где отметил что Лафайет «находится в верху списка безупречных и бескорыстных благодетелей человеческого рода».

## Семья и потомки

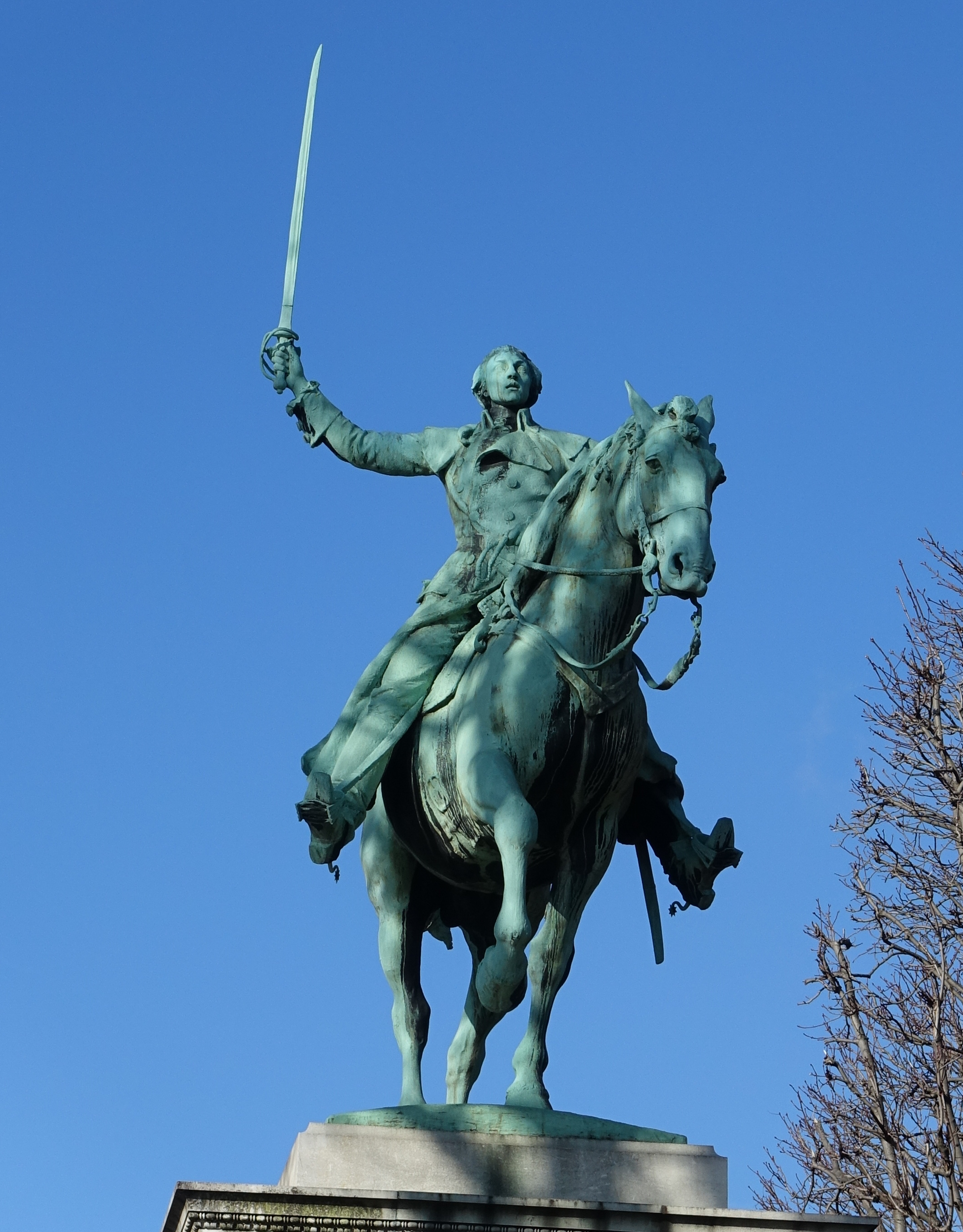
Памятник Лафайету в Париже

11 апреля 1774 года 16-летний маркиз де Ла Файет обвенчался с Адриеной, дочерью герцога д’Айена, который унаследовал после смерти своего отца титул герцога де Ноайля. Со стороны жениха свидетелями были граф де Лузиньяк и кузен Ла Файета — маркиз де Буийе (в будущем один из главных организаторов неудачного бегства Людовика XVI из революционного Парижа в ночь с 19 на 20 июня 1791 года).
Во время Якобинской диктатуры жену Лафайета заключили и несколько лет таскали по тюрьмам. Её мать, бабушка и одна из сестер были гильотинированы только на основании их дворянского происхождения. Жену Лафайета обезглавить не осмелились. После выхода из тюрьмы в 1795 году она послала сына учиться в Гарварде, а вместе с дочерьми поехала в Австрию и попросила императора разрешить ей остаться жить вместе со своим мужем в Ольмюцской крепости, что ей было позволено. Семья вышла оттуда в 1797 году и вернулась во Францию в 1799 году. После всех переживаний здоровье Адриены сильно ухудшилось, она долго болела и в 1807 ушла из жизни.
У Лафайета были четверо детей: 3 дочери и сын. Генриетта (1776—1778) жила всего лишь 2 года, Анастасия Луиза Полина (1777—1863) вышла замуж за графа Латура-Мобура и дожила до 86 лет, а Мария Антуанетта Виржиния (1782—1849) в замужестве маркиза де Ластейри, опубликовала материнские и собственные воспоминания об их семье.
Сын Жорж Вашингтон де Лафайет (1779—1849) учился в Гарварде, служил в армии во время наполеоновских войн, где отличился храбростью, а после увольнения вошел в политику и был выбран в депутаты, тоже от партии либералов. Во время Июльской революции 1830 года был далеко от Парижа, но 16 лет спустя принял активное участие в политической кампании, которая привела к Революции 1848 года.
Жорж Вашингтон де Лафайет женился на Эмилии де Траси, дочери графа де Траси. У них было 5 детей: 3 дочери и 2 сына. Старший из них, Оскар Тома Жильбер дю Мотье де Лафайет (1815—1881), служил 7 лет в армии, уволился и по старой традиции семьи тоже вошел в политику, достигнув в 1875 году поста пожизненного сенатора. Младший сын, Эдмон дю Мотье де Лафайет (1818—1890), занимался только политикой. Он дошел до поста секретаря Законодательного собрания, а потом его выбрали в сенаторы (1876—1888).

## В культуре

### В кино
В сериале «Чужестранка» 7 сезон 14 серия
- «Сто дней[нем.]» (Германия, Италия, 1935) — актёр Петер Эркеленц
- «Мария-Антуанетта (фильм, 1938)». Роль Лафайета исполняет актёр Джон Бартон
- «Хромой дьявол» (Франция, 1948). Роль Лафайета играет актёр Жак Варенн[фр.]
- «Мария-Антуанетта — королева Франции» (1956)
- «Лафайет» (1962) — фильм Жана Древиля с Мишелем Ле Руайером в главной роли. Фильм рассказывает об американской странице жизни героя.
- «Французская революция» (1989) — роль Лафайета исполняет Сэм Нилл.
- «Джефферсон в Париже» (1995)
- «Не зарекайся[фр.]» (Франция, 2005) — роль Лафайета исполнил Жак Эрлен[фр.].
- В сериале «Адам портит всё» был показан в сегменте про Джеймса Лафайета
- В сериале «Поворот: Шпионы Вашингтона» роль Лафайета исполняет актёр Брайан Уайлз.
- В сериале «Франклин» (2024) роль Лафайета исполняет Теодор Пеллерен.

### В театре
- Лафайет является одним из главных героев бродвейского мюзикла «Гамильтон», посвященного жизни первого министра финансов США Александра Гамильтона. Первый исполнитель — Давид Диггз.